# Liste der Kulturdenkmäler in Bonefeld
In der Liste der Kulturdenkmäler in Bonefeld sind alle Kulturdenkmäler der rheinland-pfälzischen Ortsgemeinde Bonefeld aufgeführt. Grundlage ist die Denkmalliste des Landes Rheinland-Pfalz (Stand: 9. Februar 2023).

## Einzeldenkmäler
| Bezeichnung | Lage                 | Baujahr         | Beschreibung                  | Bild            |
| ----------- | -------------------- | --------------- | ----------------------------- | --------------- |
| Wohnhaus    | Wasserstraße 12 Lage | 18. Jahrhundert | Fachwerkhaus, 18. Jahrhundert | Fotos hochladen |